# Canton de Mont-Saint-Martin
Le canton de Mont-Saint-Martin est une circonscription électorale française située dans le département de Meurthe-et-Moselle et la région Grand Est.

## Géographie
Ce canton est organisé autour de Mont-Saint-Martin dans l'arrondissement de Briey. Son altitude varie de 188 m (Othe) à 403 m (Tellancourt).

## Histoire
Le canton de Mont-Saint-Martin a été créée par le décret du 2 août 1973 scindant le canton de Longwy en quatre cantons.
Par décret du 26 février 2014, le nombre de cantons du département est divisé par deux, avec mise en application aux élections départementales de mars 2015. Le canton de Mont-Saint-Martin est conservé et s'agrandit. Il passe de 8 à 32 communes.

## Représentation

### Représentation de 1973 à 2015
| Période | Période | Identité         | Étiquette        | Qualité                                                                                                  |
| ------- | ------- | ---------------- | ---------------- | --- |
| 1973    | 1976    | André Pastant    | DVD              | Conseiller municipal de Mont-Saint-Martin, suppléant du sénateur Richard Pouille                         |
| 1976    | 2001    | Frédéric Brigidi | PCF              | Ajusteur Maire de Mont-Saint-Martin (1977-2003)                                                          |
| 2001    | 2008    | Édouard Jacque   | UDF-RAD puis UMP | Chef d'entreprise Député (2002-2007) Maire de Cons-la-Grandville (1995-2008) Maire de Longwy (2008-2014) |
| 2008    | 2015    | Serge De Carli   | PCF              | Enseignant Maire de Mont-Saint-Martin (depuis 2004)                                                      |

### Représentation à partir de mars 2015
| Période élective | Période élective | Mandat | Mandat   | Identité          | Nuance | Nuance | Qualité                                                                                       |
| ---------------- | ---------------- | ------ | -------- | ----------------- | ------ | ------ | --------------------------------------------------------------------------------------------- |
| 2015             | 2021             | 2015   | 2021     | Serge De Carli    |        | PCF    | Enseignant Maire de Mont-Saint-Martin (depuis 2004)                                           |
| 2015             | 2021             | 2015   | 2021     | Monique Poplineau |        | DVG    | Professeure Première adjointe au maire de Longuyon                                            |
| 2021             | 2028             | 2021   | en cours | Serge De Carli    |        | PCF    | Maire de Mont-Saint-Martin Président de la Communauté d'agglomération de Longwy (depuis 2020) |
| 2021             | 2028             | 2021   | en cours | Monique Poplineau |        | DVG    | Professeure Première adjointe au maire de Longuyon                                            |

### Résultats détaillés

#### Élections de mars 2015
À l'issue du 1er tour des élections départementales de 2015, deux binômes sont en ballottage : Serge de Carli et Monique Poplineau (DVG, 38,69 %) et Jonathan Lambinet et Déborah Szczepanski (FN, 31,16 %). Le taux de participation est de 42,1 % (8 303 votants sur 19 723 inscrits) contre 48,16 % au niveau départemental et 50,17 % au niveau national.
Au second tour, Serge de Carli et Monique Poplineau (DVG) sont élus avec 58,03 % des suffrages exprimés et un taux de participation de 41,5 % (4 322 voix pour 8 159 votants et 19 658 inscrits).

#### Élections de juin 2021
Le premier tour des élections départementales de 2021 est marqué par un très faible taux de participation (33,26 % au niveau national). Dans le canton de Mont-Saint-Martin, ce taux de participation est de 24,27 % (4 696 votants sur 19 346 inscrits) contre 29,74 % au niveau départemental. À l'issue de ce premier tour, deux binômes sont en ballottage : Serge de Carli et Monique Poplineau (Union à gauche avec des écologistes, 47,02 %) et Éric Gillardin et Karine Lefebvre (Union au centre et à droite, 27,27 %).
Le second tour des élections est marqué une nouvelle fois par une abstention massive équivalente au premier tour. Les taux de participation sont de 34,36 % au niveau national, 30,76 % dans le département et 24,32 % dans le canton de Mont-Saint-Martin. Serge de Carli et Monique Poplineau (Union à gauche avec des écologistes) sont élus avec 56,56 % des suffrages exprimés (2 431 voix pour 4 706 votants et 19 348 inscrits),,. 

## Composition

### Composition avant 2015

Situation du canton dans l'arrondissement de Briey avant mars 2015.

Le canton de Mont-Saint-Martin regroupait 8 communes.
| Nom                           | Code Insee | Codepostal | Superficie (km2) | Population (dernière pop. légale) | Densité (hab./km2) |
| ----------------------------- | ---------- | ---------- | ---------------- | --------------------------------- | ------------------ |
| Mont-Saint-Martin (chef-lieu) | 54382      | 54350      | 8,80             | 7 936 (2012)                      | 902                |
| Chenières                     | 54127      | 54720      | 8,50             | 639 (2012)                        | 75                 |
| Cosnes-et-Romain              | 54138      | 54400      | 16,23            | 2 645 (2012)                      | 163                |
| Cutry                         | 54151      | 54720      | 5,97             | 999 (2012)                        | 167                |
| Gorcy                         | 54234      | 54730      | 4,10             | 2 529 (2012)                      | 617                |
| Lexy                          | 54314      | 54720      | 5,99             | 3 249 (2012)                      | 542                |
| Réhon                         | 54451      | 54430      | 3,73             | 3 898 (2012)                      | 1 045              |
| Ville-Houdlémont              | 54572      | 54730      | 6,09             | 651 (2012)                        | 107                |

### Composition après 2015
Le canton comprend désormais trente-deux communes.
| Nom                                       | Code Insee | Intercommunalité                  | Superficie (km2) | Population (dernière pop. légale) | Densité (hab./km2) | Modifier                                    |
| ----------------------------------------- | ---------- | --------------------------------- | ---------------- | --------------------------------- | ------------------ | ------------------------------------------- |
| Mont-Saint-Martin (bureau centralisateur) | 54382      | Grand Longwy Agglomération        | 8,80             | 9 282 (2022)                      | 1 055              | modifier les données · modifier les données |
| Allondrelle-la-Malmaison                  | 54011      | CC Terre Lorraine du Longuyonnais | 13,61            | 634 (2022)                        | 47                 | modifier les données · modifier les données |
| Baslieux                                  | 54049      | CC Terre Lorraine du Longuyonnais | 10,17            | 520 (2022)                        | 51                 | modifier les données · modifier les données |
| Bazailles                                 | 54056      | CC Terre Lorraine du Longuyonnais | 4,23             | 148 (2022)                        | 35                 | modifier les données · modifier les données |
| Beuveille                                 | 54067      | CC Terre Lorraine du Longuyonnais | 11,90            | 780 (2022)                        | 66                 | modifier les données · modifier les données |
| Boismont                                  | 54081      | CC Terre Lorraine du Longuyonnais | 5,43             | 414 (2022)                        | 76                 | modifier les données · modifier les données |
| Charency-Vezin                            | 54118      | CC Terre Lorraine du Longuyonnais | 14,79            | 616 (2022)                        | 42                 | modifier les données · modifier les données |
| Colmey                                    | 54134      | CC Terre Lorraine du Longuyonnais | 9,90             | 244 (2022)                        | 25                 | modifier les données · modifier les données |
| Cons-la-Grandville                        | 54137      | Grand Longwy Agglomération        | 8,25             | 525 (2022)                        | 64                 | modifier les données · modifier les données |
| Cosnes-et-Romain                          | 54138      | Grand Longwy Agglomération        | 16,23            | 2 805 (2022)                      | 173                | modifier les données · modifier les données |
| Doncourt-lès-Longuyon                     | 54172      | CC Terre Lorraine du Longuyonnais | 5,62             | 294 (2022)                        | 52                 | modifier les données · modifier les données |
| Épiez-sur-Chiers                          | 54178      | CC Terre Lorraine du Longuyonnais | 5,19             | 196 (2022)                        | 38                 | modifier les données · modifier les données |
| Fresnois-la-Montagne                      | 54212      | CC Terre Lorraine du Longuyonnais | 8,59             | 413 (2022)                        | 48                 | modifier les données · modifier les données |
| Gorcy                                     | 54234      | Grand Longwy Agglomération        | 4,10             | 2 968 (2022)                      | 724                | modifier les données · modifier les données |
| Grand-Failly                              | 54236      | CC Terre Lorraine du Longuyonnais | 21,87            | 362 (2022)                        | 17                 | modifier les données · modifier les données |
| Han-devant-Pierrepont                     | 54602      | CC Terre Lorraine du Longuyonnais | 4,96             | 146 (2022)                        | 29                 | modifier les données · modifier les données |
| Longuyon                                  | 54322      | CC Terre Lorraine du Longuyonnais | 29,70            | 5 141 (2022)                      | 173                | modifier les données · modifier les données |
| Montigny-sur-Chiers                       | 54378      | CC Terre Lorraine du Longuyonnais | 9,36             | 479 (2022)                        | 51                 | modifier les données · modifier les données |
| Othe                                      | 54412      | CC Terre Lorraine du Longuyonnais | 2,97             | 39 (2022)                         | 13                 | modifier les données · modifier les données |
| Petit-Failly                              | 54420      | CC Terre Lorraine du Longuyonnais | 8,12             | 94 (2022)                         | 12                 | modifier les données · modifier les données |
| Pierrepont                                | 54428      | CC Terre Lorraine du Longuyonnais | 7,02             | 827 (2022)                        | 118                | modifier les données · modifier les données |
| Saint-Jean-lès-Longuyon                   | 54476      | CC Terre Lorraine du Longuyonnais | 4,21             | 409 (2022)                        | 97                 | modifier les données · modifier les données |
| Saint-Pancré                              | 54485      | CC Terre Lorraine du Longuyonnais | 6,13             | 308 (2022)                        | 50                 | modifier les données · modifier les données |
| Saint-Supplet                             | 54489      | CC Terre Lorraine du Longuyonnais | 7,43             | 151 (2022)                        | 20                 | modifier les données · modifier les données |
| Tellancourt                               | 54514      | CC Terre Lorraine du Longuyonnais | 3,76             | 638 (2022)                        | 170                | modifier les données · modifier les données |
| Ugny                                      | 54537      | Grand Longwy Agglomération        | 9,14             | 695 (2022)                        | 76                 | modifier les données · modifier les données |
| Ville-au-Montois                          | 54568      | CC Terre Lorraine du Longuyonnais | 12,33            | 246 (2022)                        | 20                 | modifier les données · modifier les données |
| Ville-Houdlémont                          | 54572      | CC Terre Lorraine du Longuyonnais | 6,09             | 705 (2022)                        | 116                | modifier les données · modifier les données |
| Villers-la-Chèvre                         | 54574      | CC Terre Lorraine du Longuyonnais | 4,02             | 568 (2022)                        | 141                | modifier les données · modifier les données |
| Villers-le-Rond                           | 54576      | CC Terre Lorraine du Longuyonnais | 4,45             | 116 (2022)                        | 26                 | modifier les données · modifier les données |
| Villette                                  | 54582      | CC Terre Lorraine du Longuyonnais | 4,63             | 188 (2022)                        | 41                 | modifier les données · modifier les données |
| Viviers-sur-Chiers                        | 54590      | CC Terre Lorraine du Longuyonnais | 16,24            | 658 (2022)                        | 41                 | modifier les données · modifier les données |
| Canton de Mont-Saint-Martin               | 5411       |                                   | 289,24           | 31 609 (2022)                     | 109                | modifier les données                        |

## Démographie

### Démographie avant 2015
| 1975   | 1982   | 1990   | 1999   | 2006   | 2011   | 2012   |
| ------ | ------ | ------ | ------ | ------ | ------ | ------ |
| 25 503 | 23 890 | 20 914 | 20 618 | 21 157 | 22 337 | 22 546 |

### Démographie depuis 2015
En 2022, le canton comptait 31 609 habitants, en évolution de +2,63 % par rapport à 2016 (Meurthe-et-Moselle : −0,13 %, France hors Mayotte : +2,11 %).
| 2013   | 2018   | 2022   |
| ------ | ------ | ------ |
| 30 151 | 31 103 | 31 609 |